# Малокирсановка
Малокирсановка — село в Матвеево-Курганском районе Ростовской области.
Административный центр Малокирсановского сельского поселения.

## География

### Улицы
| - ул. Аникиенко, - ул. Береговая, - ул. Восточная, - ул. Кирова, - ул. Корниенко, - ул. Кутахова, - ул. Первых Поселенцев, - ул. Подгорная, - ул. Пролетарская, | - пер. Колхозный, - пер. Октябрьский, - пер. Северный, - пер. Школьный. |

## История
Село Малая Кирсановка было основано в 1805 году в долине реки Мокрый Еланчик. В зарослях реки раньше водилось много змей, поэтому она и была названа Еланчик (в переводе с татарского — змеятник).
Основал село крупный военачальник, Хрисанф Павлович Кирсанов. Он родился в 1777 году, был уроженцем Области Войска Донского и сыном штаб-офицера. Принимал участие в боях при Измаиле, воевал с войсками Наполеона, отличился в войне со Швецией, а затем и с Османской империей.
Один французский путешественник, Огюст де Голь, был приглашен на бал к Кирсанову в 1839 году. Он оставил описание его дома, где с восторгом говорил о хорошем вкусе генерала.
Несмотря на свою профессиональную занятость, Кирсанов деятельно участвовал в жизни села. На его средства была построена церковь Рождества Христова. Храм был каменный, с деревянным куполом и каменной колокольней. 2 октября 1886 года при церкви была открыта приходская школа.
Согласно переписи населения 1897 года в Малокирсановке из 599 мужчин было 247 грамотных, т.е. окончивших три класса.
С 1934 года в селе образовалась семилетняя школа, а с 1954 года — средняя.

## Население
| 2010 |
| ---- |
| 1339 |

### Известные люди
В селе родились:
- Кутахов, Павел Степанович (1914—1984) — дважды Герой Советского Союза, главный маршал авиации.
- Корниенко, Николай Ильич (1924—2011) — Герой Советского Союза.

### Достопримечательности
- Бюст П. С. Кутахова — установлен в 1980 году в центре села.